# Malpighia lundellii
Malpighia lundellii är en tvåhjärtbladig växtart som beskrevs av Julius Sterling Morton. Malpighia lundellii ingår i släktet Malpighia och familjen Malpighiaceae. Inga underarter finns listade i Catalogue of Life.